# Rzeczna Eskadra Lotnicza

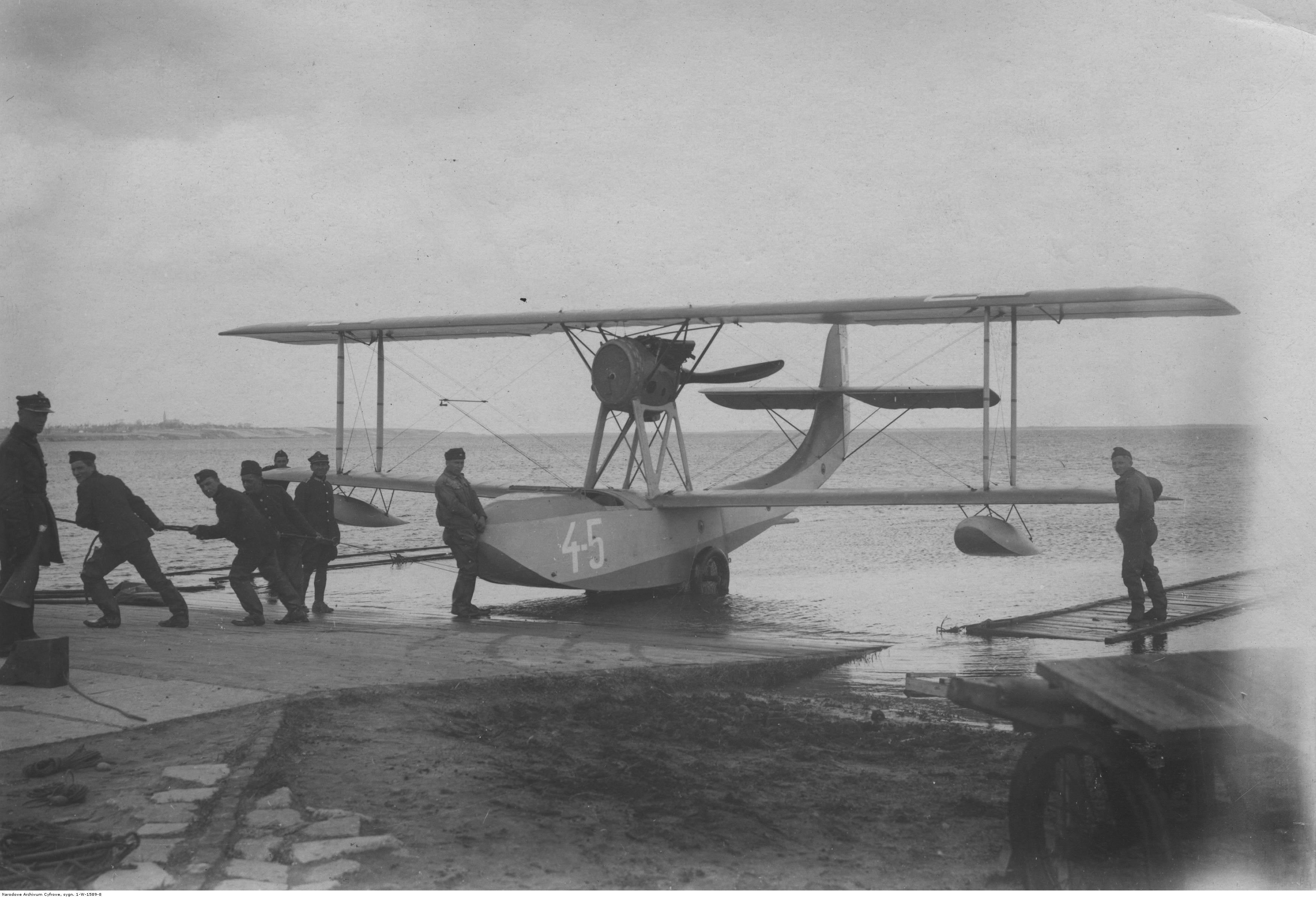
Jedna z łodzi latających Morskiego Dywizjonu Lotniczego w Pucku. Takich samych używała Rzeczna Eskadra Lotnicza.

Rzeczna Eskadra Lotnicza – pododdział lotniczy działający w ramach Flotylli Pińskiej w latach 1928-1937.
Flotylla Pińska, działająca w dorzeczu Prypeci operowała na terenach będących labiryntem rzek, kanałów, jezior i bagien. Ponieważ łączność radiowa była wówczas słabo rozwinięta, występowały poważne problemy z przekazywaniem informacji między jednostkami flotylli i bazą. W terenie pokrytym zaroślami i drzewami zawodziła również obserwacja z bocianiego gniazda umieszczonego na kilkumetrowym maszcie. Stwierdzono, że flotylla potrzebuje samolotów rozpoznawczych i do kierowania ogniem artyleryjskim. Ponieważ na obszarze działania flotylli i w bliskiej okolicy trudno było o teren na lotnisko, zdecydowano na użycie wodnosamolotów. 
W 1926 roku przeprowadzono próby współpracy jednostek pływających flotylli z łodziami latającymi Schreck FBA-17HMT2, oddelegowanymi do tego zadania z Morskiego Dywizjonu Lotniczego z Pucka. 
Rozkazem dziennym dowódcy morskiego dywizjonu lotniczego nr 107/28 z 10 maja 1928 przystąpiono w Pucku do organizacji rzecznego plutonu wodnopłatowców. Wyposażenie stanowiły jedna łodź latająca Cams-30 i jeden Schreck FBA-17 HE2. 22 maja personel wraz ze sprzętem odjechał transportem kolejowym z Pucka do Pińska.
W 1927 roku pododdział lotniczy flotylli składał się z 6 samolotów Schreck, a w maju 1928 roku sformowano Rzeczny Pluton Lotniczy, będący częścią Morskiego Dywizjonu Lotniczego, stacjonujący na stałe w Pińsku. Wybudowano tam hangar ze slipem i nabrzeże dla wodnosamolotów. W miejscowości Mosty Wolańskie założono lotnisko lądowe (wodnosamoloty Schreck miały też podwozie kołowe).
W 1933 roku pluton rozwinięto do rozmiarów eskadry. W 1934 roku skład eskadry stanowiły samoloty: FBA-17HMT2, Lublin R.XIII bis i PWS-5t2.
W 1930 roku opracowano i zatwierdzono plan unowocześnienia lotnictwa rzecznego, gdyż Schrecki stawały się coraz bardziej zużyte i przestarzałe. Czyniono próby z wodnosamolotami Lublin R.XIII wyposażonymi w pływaki, lecz samoloty te, mimo że włączone do Morskiego Dywizjonu, nie sprawdziły się w warunkach śródlądowych. Planowano zakupy wodnosamolotów za granicą, lecz tego również nie sfinalizowano. W związku z wyeksploatowaniem sprzętu, eskadrę rozwiązano w grudniu 1937 roku, a sprzęt pozostały po niej przekazano do Morskiego Dywizjonu Lotniczego. Do końca istnienia Flotylli Pińskiej nie odbudowano jej lotniczego elementu.